# Parque nacional Islas Saunders

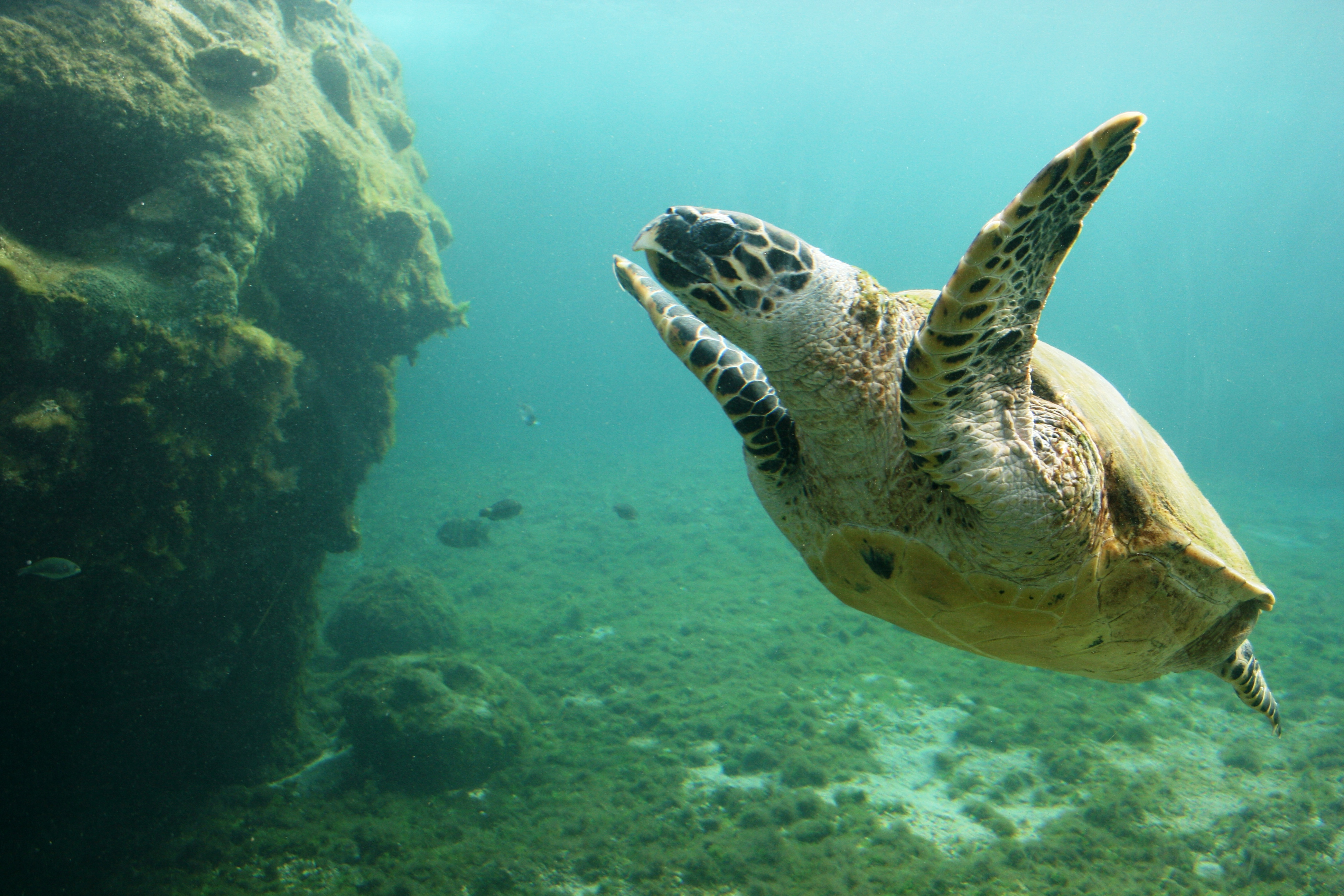
Una vista en las aguas del parque nacional

Islas Saunders es un parque nacional en Queensland (Australia), ubicado 2.031 km al noroeste de Brisbane.

## Datos básicos
- Área: 0,19 km²
- Coordenadas: 11°42′12″S 143°10′47″E / -11.70333, 143.17972
- Fecha de Creación: 1989
- Administración: Servicio para la Vida Salvaje de Queensland
- Categoría IUCN: II